# 新山水庫
新山水庫，位於臺灣基隆市安樂區，即基隆市中心西方3.4公里處、基隆河支流大武崙溪中游新山溪上，距基隆港約3公里，隸屬於臺灣自來水公司第一區管理處所管理的水庫，主要為公共給水。興建於1976年3月，於1980年10月興建完成。新山水庫為單一目標公共給水，供應基隆市、新北市汐止區（北山、橫科、宜興、福山、東勢、忠山及環河等七里除外）、瑞芳區瑞濱一帶等地區之用水。

## 沿革

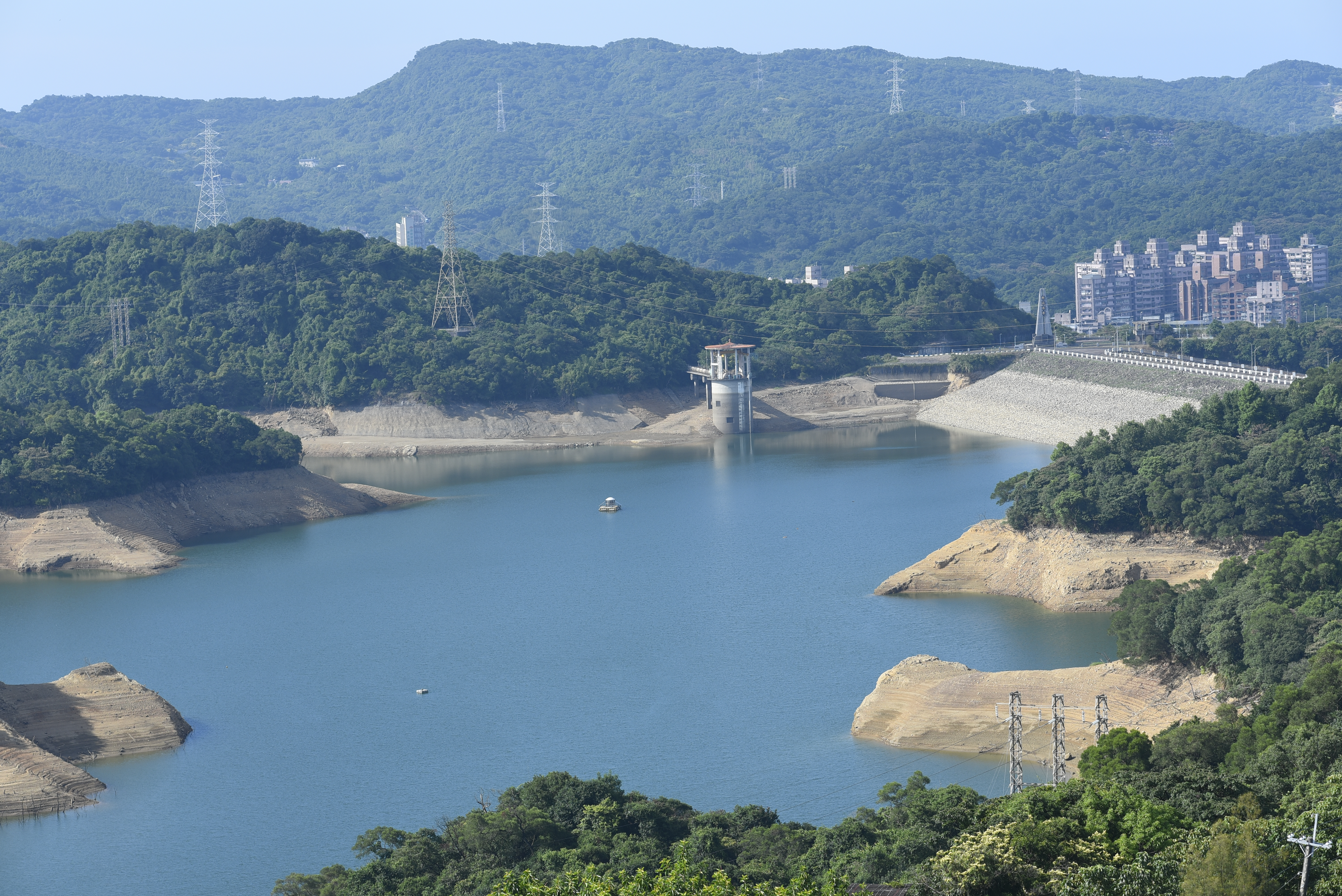
2022年夏季-新山水庫蓄水率4成

由於原本建造於日治時期的西勢水庫儲水量逐漸無法供應基隆地區的用水需求，甚至於在民國六0年代起夏季枯水期還得輪流停供水，故台灣政府當局於1972年起，開始於基隆地區尋覓另建新水庫，以因應大基隆地區的發展的需求，因而開啟了規劃新山水庫的序幕，由於該區域多丘陵且有不少煤礦坑，所以在地質條件上並不易找尋合適的壩址，最終定案於大武崙溪中段附近的谷地，該水庫為一座離槽水庫以大武崙溪為主要的供水來源，另在於基隆河畔的八堵設置抽水站，以補充水庫的儲水，第一期工程，於1976年3月動工，1980年10月完工。壩頂標高75公尺，蓄水容量400萬噸。為了因應基隆地區用水需求量日益增加的情形，於1993年進行水庫加高工程，第二期壩體加高填築工程於1995年4月開工，1999年2月完工。壩頂標高增至海拔90公尺，而蓄水容量增至1,000萬噸。

## 相關數據
- 集水面積：64平方公里
- 滿水位面積0.56平方公里
- 滿水位標高：86公尺
- 計畫有效蓄水量：1,000萬立方公尺
- 現有效容量：約1030萬立方公尺
- 蓄水壩：分區滾壓式土石壩
- 壩頂長度265公尺
- 壩頂寬度10公尺
- 最大壩高66公尺
- 壩頂標高90公尺
- 溢洪道型式：喇叭口溢洪道

## 腳註
1. ↑  水利五十年紀念專輯，臺灣省政府水利處編，1997年出版。

## 外部連結
- 經濟部水利署北區水資源局全球資訊網-新山水庫
- 經濟部水利署全球資訊網-新山水庫 （页面存档备份，存于）
- 台灣水庫即時水情 （页面存档备份，存于）